# Ecomuseo minero del Valle de Samuño
El Ecomuseo minero Valle de Samuño es un museo de la minería y ecomuseo que se encuentra situado en las cuencas mineras asturianas en el concejo de Langreo, España.
Se trata de un complejo museístico formado por dos elementos: el tren minero que recorre la antigua trinchera del ferrocarril del Valle de Samuño y que entra en una antigua galería minera, y el Pozo San Luis, final del recorrido, donde se conservan todas las antiguas instalaciones musealizadas (casa de máquina, casa de aseo, enfermería, botiquín, castillete, oficinas, etc.). Todo ello situado en el entorno natural del Valle del río Samuño, afluente del Nalón.

## Descripción
El ecomuseo fue inaugurado, tras años de retrasos, en junio de 2013, financiado con Fondos Mineros del plan 1998-2005 del Instituto para la Reestructuración de la Minería del Carbón y Desarrollo Alternativo de las Comarcas Mineras. Se encuentra ubicado en la parroquia de Ciaño. Samu y Samina son sus mascotas, protagonistas en las jornadas con mayor presencia de público infantil. Próximamente, contará con una entrada conjunta junto con el Museo de la Siderurgia de Asturias, también en Langreo. 

### El recorrido en tren

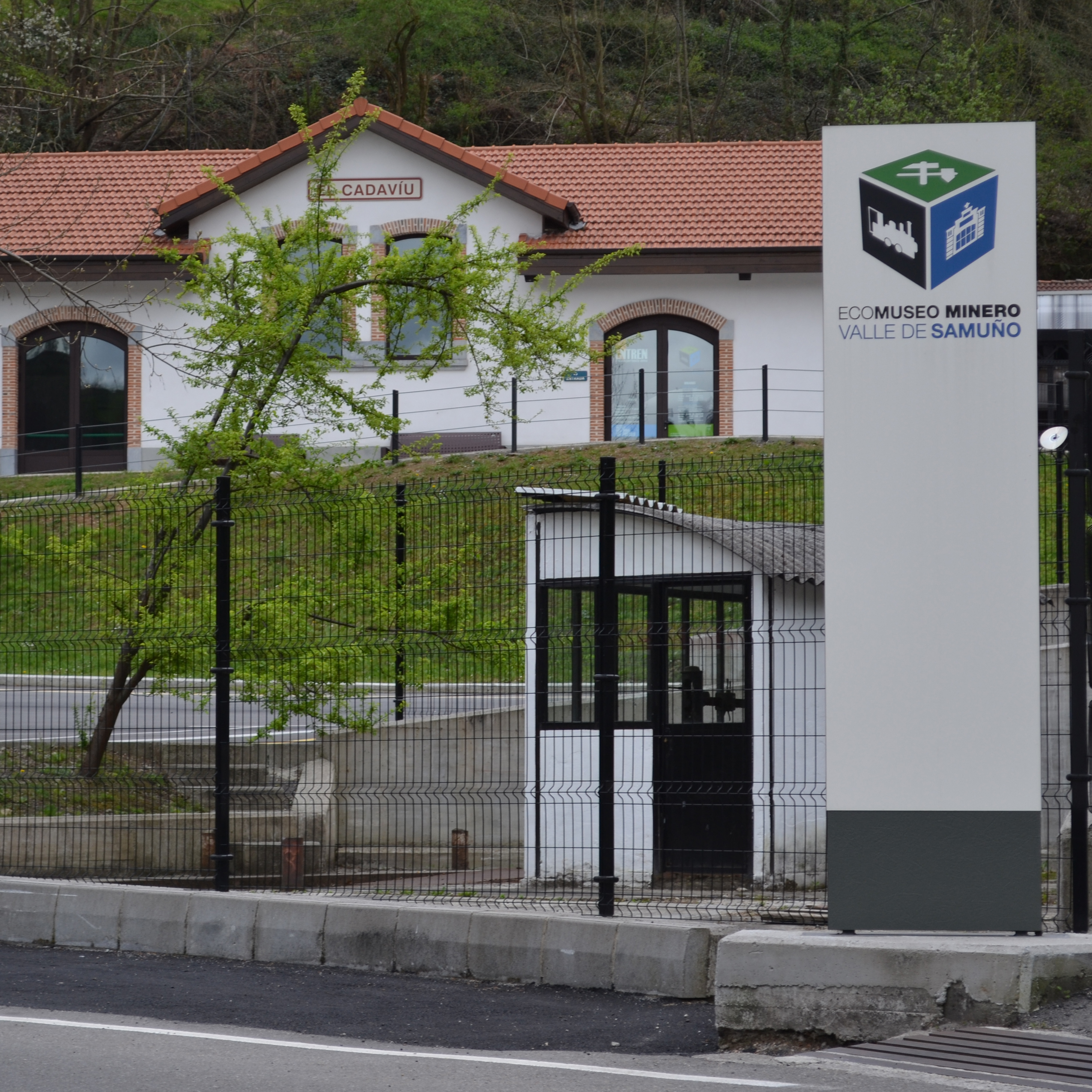
Centro de recepción de visitantes del ecomuseo

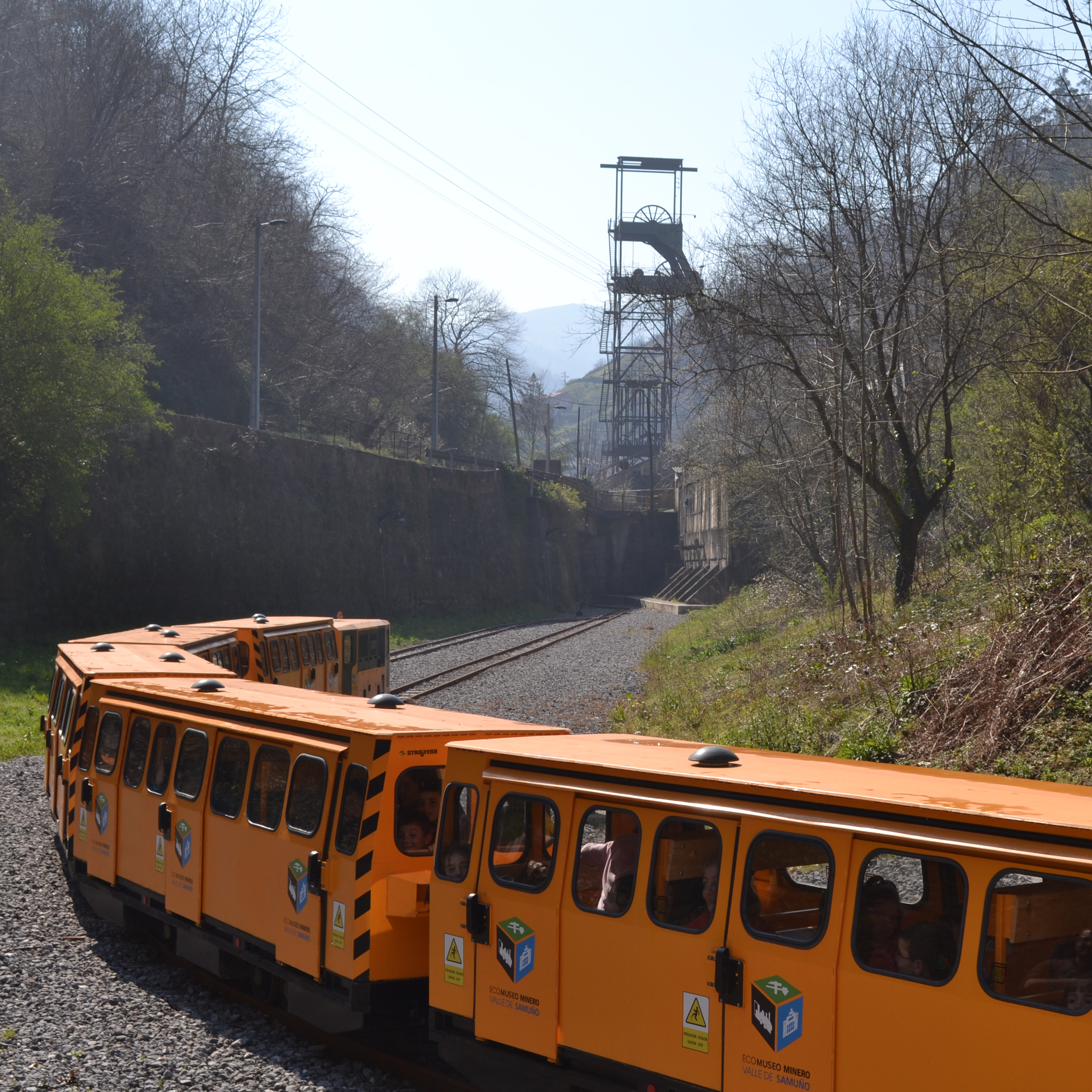
El tren del Ecomuseo acercándose al Pozo Samuño

La visita al Ecomuseo Minero comienza con el viaje en tren, que parte de la Estación de El Cadavíu, centro de recepción de visitantes. El tren asciende por el valle, donde convive el entorno natural con la huella que ha dejado la actividad minera después de más de un siglo de extracción de hulla. Toda la parte alta del valle se integra dentro del Paisaje Protegido de las Cuencas Mineras. Una grabación permite identificar los elementos naturales y la intervención humana: especies de árboles, escombreras, bocamina de La Trechora, el Pozo Samuño, etc.
Después de un kilómetro y cien metros de recorrido en superficie, el tren deja la luz natural y a través del Socavón Emilia, se interna en la planta primera del pozo San Luis, a 32 metros de profundidad, y que constituye el mayor recorrido ferroviario subterráneo en una mina real en España. 
Aquí el visitante conoce el sistema que sostenía las profundas galerías, el método utilizado para arrancar y transportar el carbón, los riesgos y condiciones de trabajo, aspectos técnicos mineros relativos a evacuación de las aguas, ventilación y la propia iluminación.
Al final del recorrido los pasajeros se apean, apreciándose las condiciones de humedad de la galería real. A través de un ascensor se sube, por la caña del pozo, a la superficie del complejo minero.

### El Pozo San Luis
El pozo San Luis fue profundizado entre 1928 y 1930 por Carbones de La Nueva y estuvo en funcionamiento hasta 1969, cuando Hunosa dejó de explotarlo. Desde ese año, realizó funciones auxiliares para el cercano pozo de Samuño. Su cierre definitivo tuvo lugar en 2002.
Seis plantas son las que se reparten en los 420 metros de profundidad.
El Pozo San Luis por su singularidad y grado de conservación, además de por constituir  uno de los más destacados ejemplos de la industrialización de los valles centrales de las cuencas mineras, fue declarado Bien de Interés Cultural en 2013.

### Instalaciones visitables

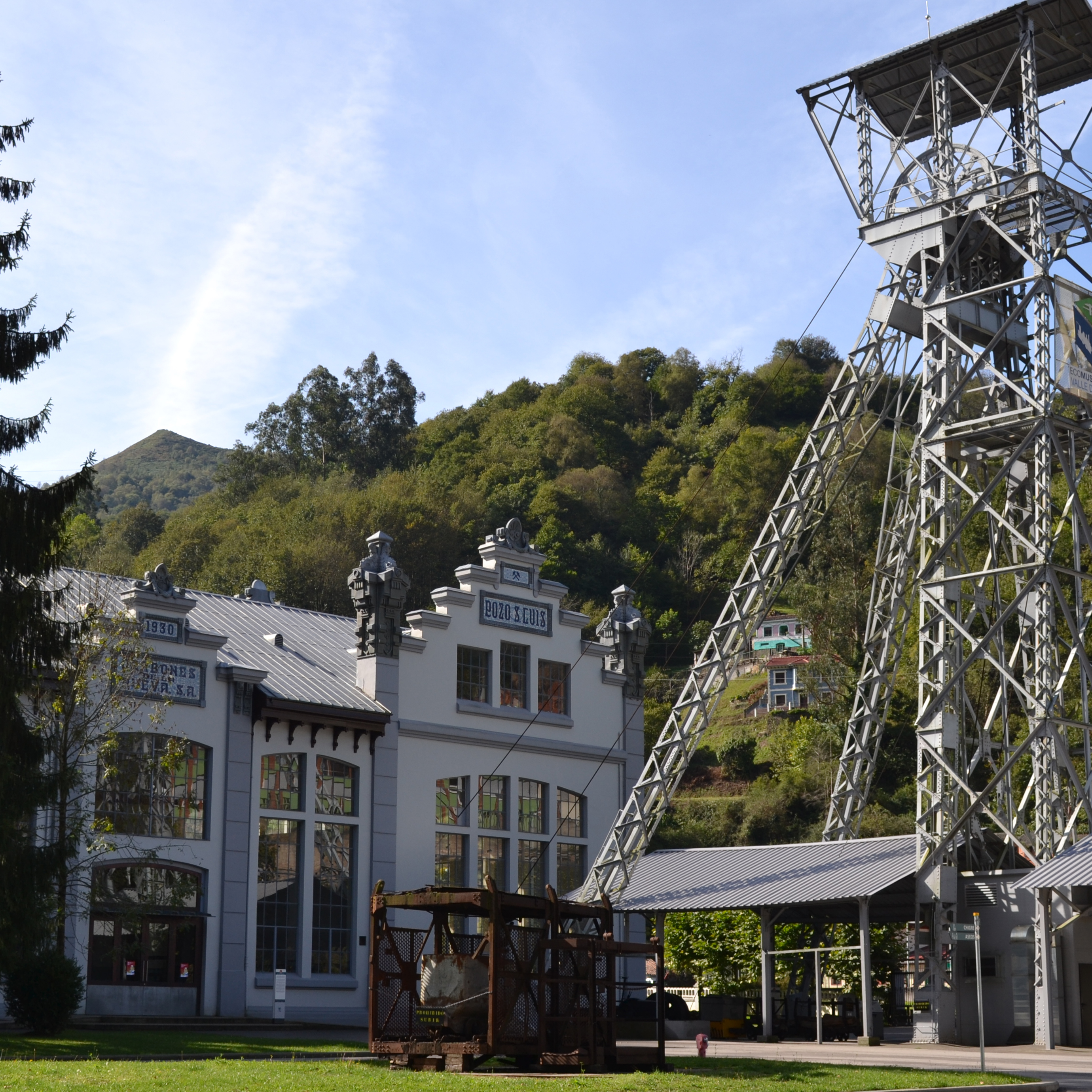
Castillete y casa de máquinas del Pozo San Luis

Repartidos en torno a la plaza del pozo, un conjunto de edificios permitían el funcionamiento del pozo, los cuales actualmente son espacios visitables del Ecomuseo Minero.  El  castillete de acero roblonado se sitúa frente la impresionante casa de máquinas (de estilo modernista) que conserva todos sus elementos decorativos y la maquinaria de extracción intacta. Además, forman parte del complejo las oficinas, la lampistería, la casa de aseos, el taller, el botiquín, la fragua y la carpintería. 
Estos edificios albergan diferentes contenidos expositivos que relatan desde la historia de la explotación minera en Langreo y su evolución, especialmente la minería del Valle de Samuño, hasta las técnicas de minería, la organización de la sociedad, el sistema económico ligado a este sector, y temas relativos a la seguridad y al salvamento.
El servicio de “pagaduría”, todavía hoy visible, se aloja en la parte este de la primera planta, se trata de una ventanilla que da al exterior y por la que periódicamente se entregaba el salario a los trabajadores.
El edificio original de la lampistería seguía la estética de la casa de máquinas. 
Además de la recreación de un botiquín, una carpintería y una fragua, el Ecomuseo Minero cuenta en el taller con una exposición de locomotoras, una siderúrgica de Ensidesa, la famosa Guillermo Sala y dos eléctricas.

## I Jornadas del Vapor

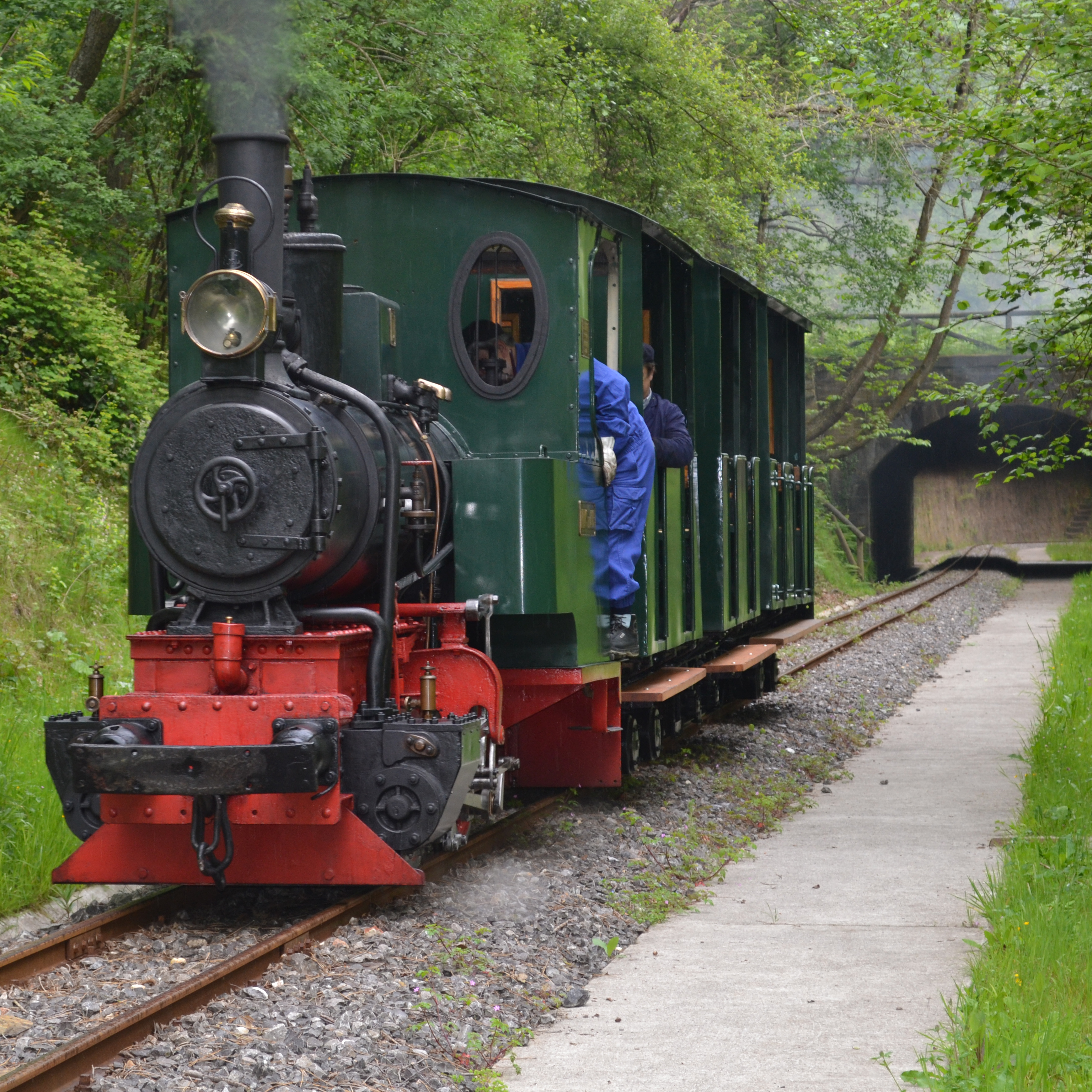
Locomotora de vapor pasando el túnel de La Trechora

Durante los meses de marzo, abril y mayo de 2014, gracias a la colaboración entre los Ayuntamientos de Gijón y Langreo (Museo del ferrocarril de Asturias y Ecomuseo Valle de Samuño), tuvieron lugar las I Jornadas del Vapor tuvieron lugar en el complejo museístico del Ayuntamiento de Langreo. 
La protagonista de estas jornadas fue la locomotora de vapor SHE D, construida en 1920 en Alemania por Maffei para el ferrocarril de las minas de Aller de la Sociedad Hullera Española. Tras más de cuarenta años de servicio en las trincheras de esta empresa, la SHE D fue conservada por Hunosa como monumento, y en 1999 pasa a pertenecer al Museo del Ferrocarril de Asturias, donde fue completamente rehabilitada y puesta de nuevo en funcionamiento. 
Esta locomotora sigue, en esencia, el modelo que desarrolló George Stephenson en Gran Bretaña en los primeros años del siglo XIX, modelo que permitió a la humanidad desplazarse por primera vez con medios mecánicos, dando origen a la Revolución Industrial. 
Con la fuerza que proporciona el vapor de agua que se produce en su caldera alimentada con carbón, la SHE D permitió que el vapor volviese al valle de Samuño recorriendo el kilómetro que separa la estación de El Cadavíu de la entrada al Socavón Emilia. Las jornadas se institucionalizaron a partir de esta edición.

## Galería fotográfica

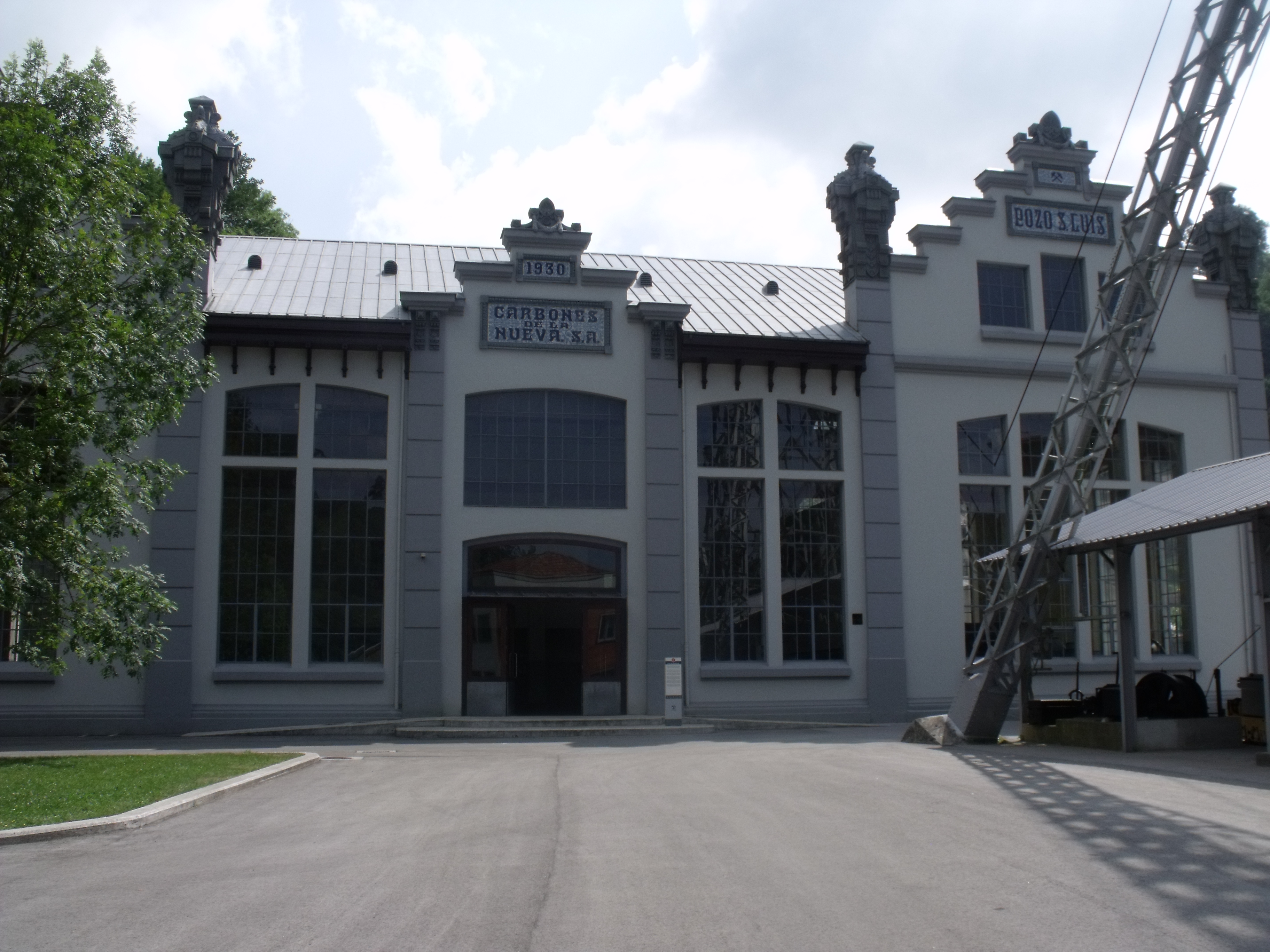
Casa de máquinas
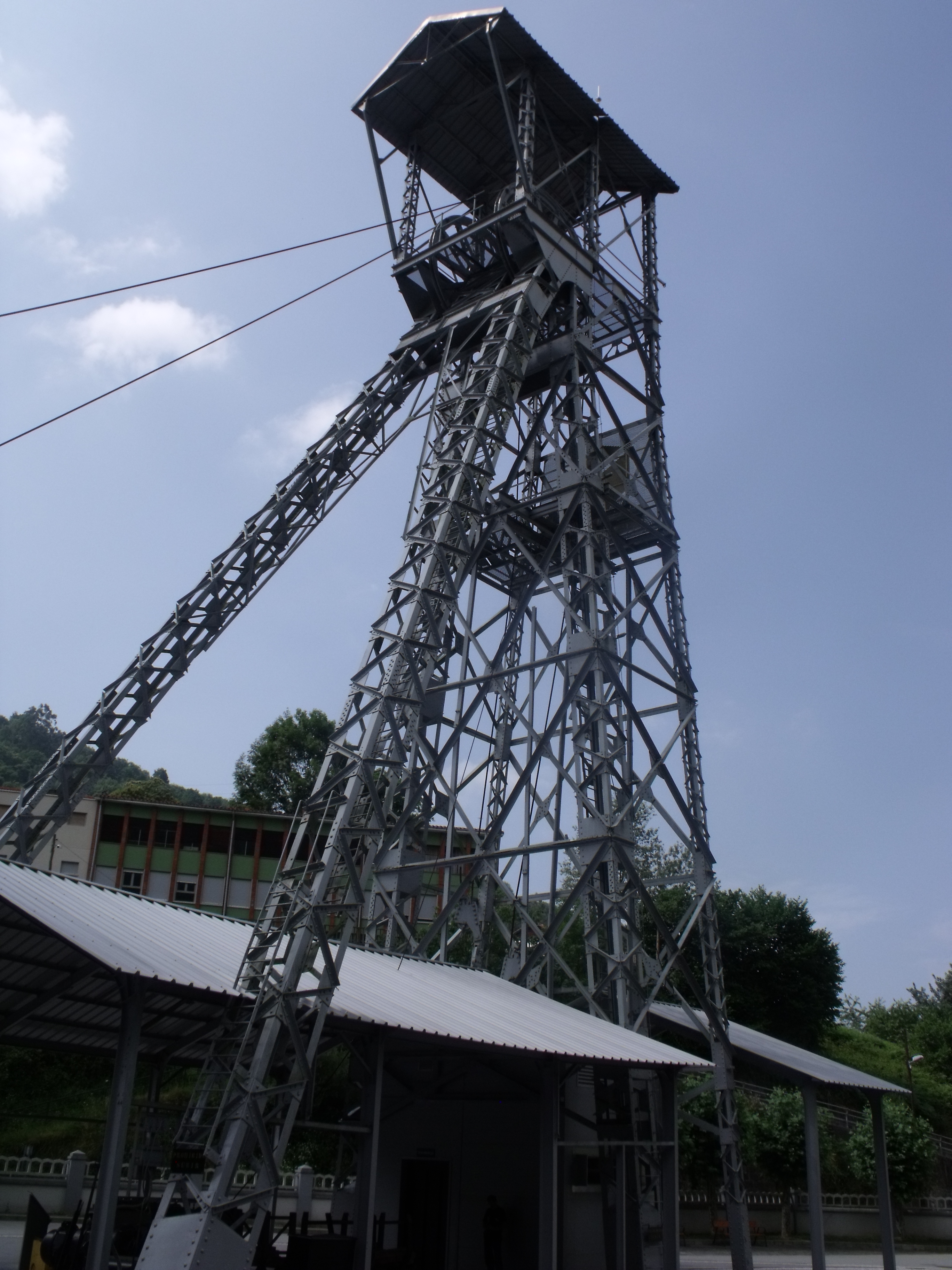
Castillete
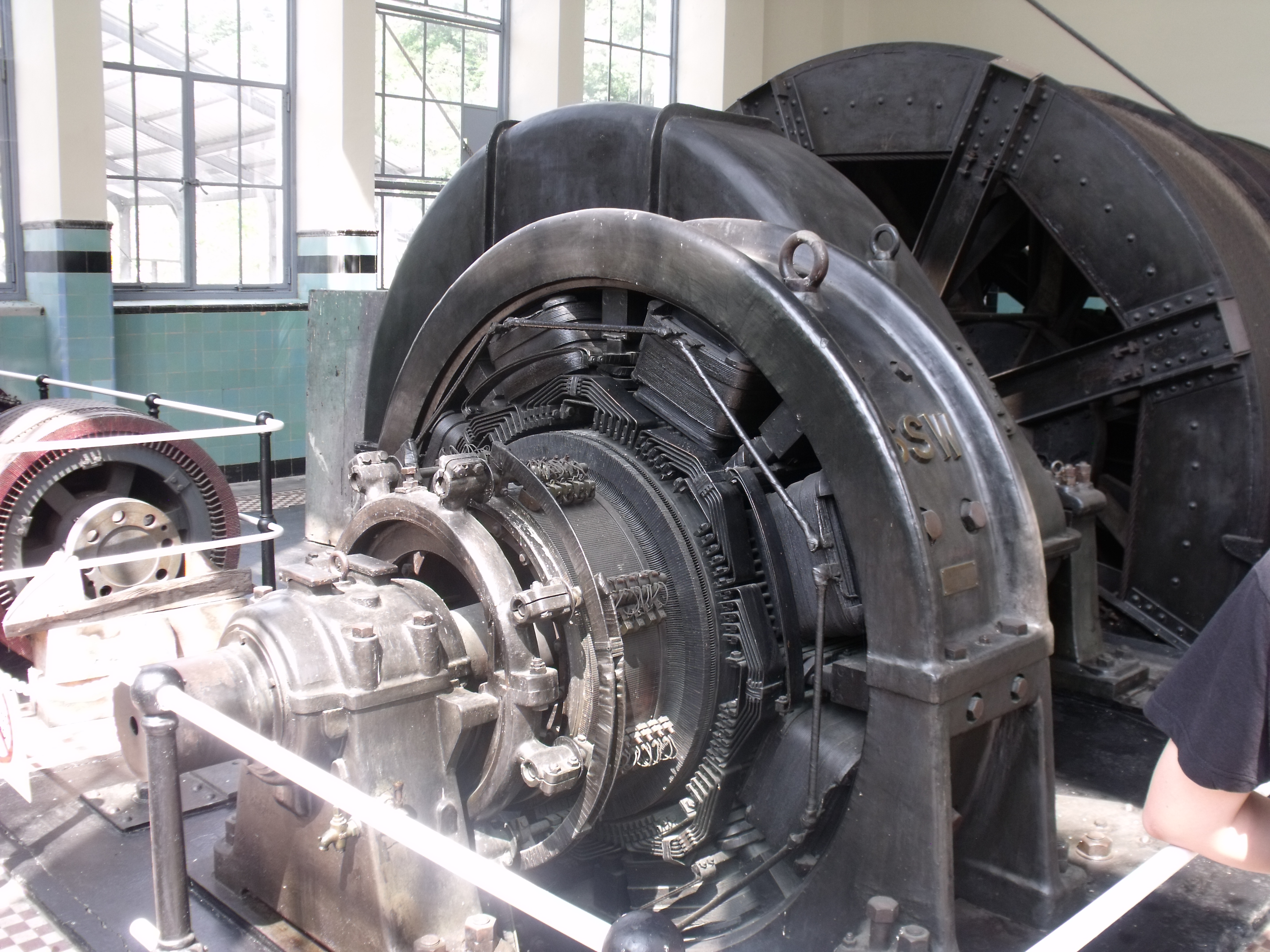
Máquina de extracción
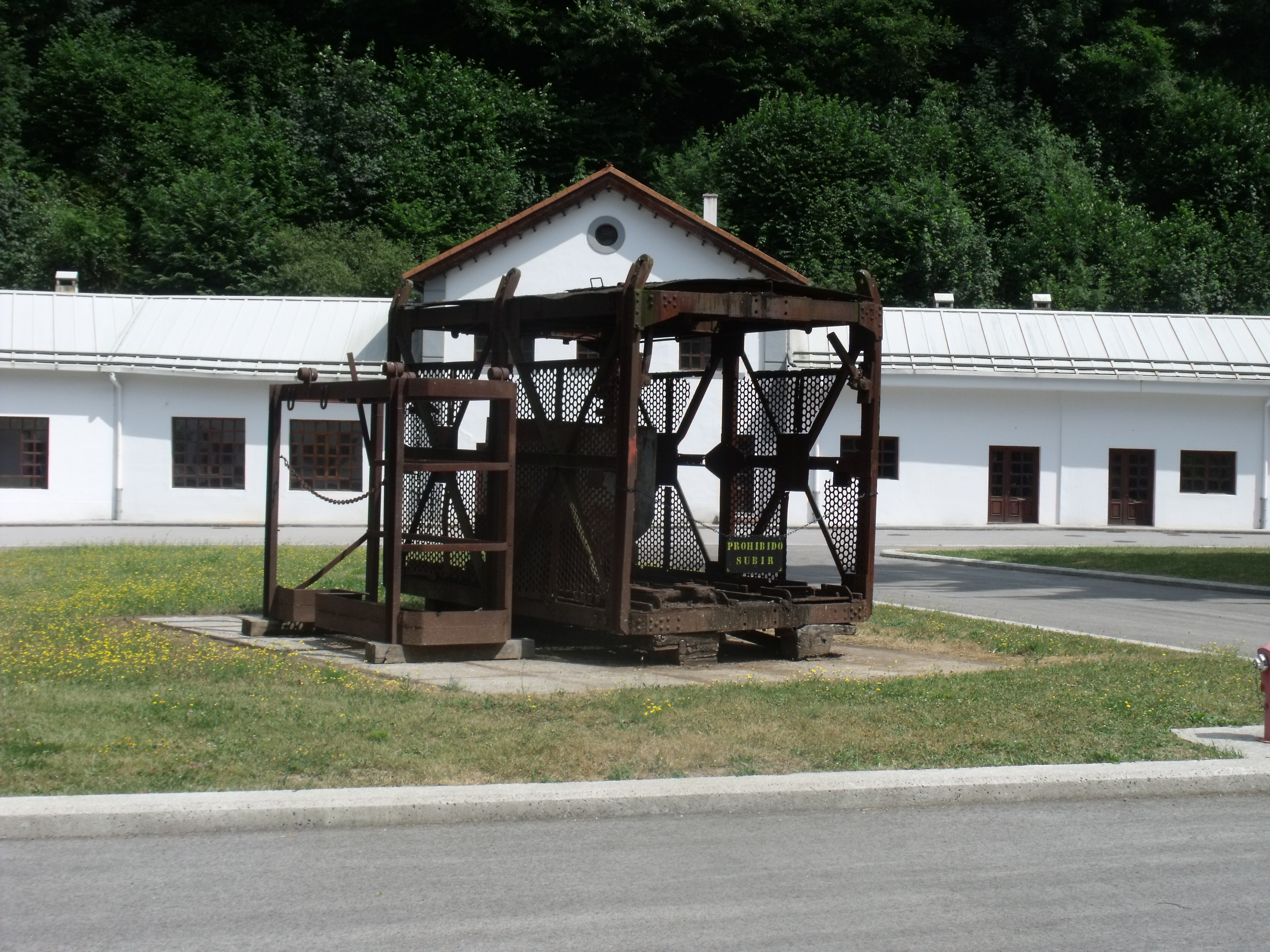
Jaula y dependencias
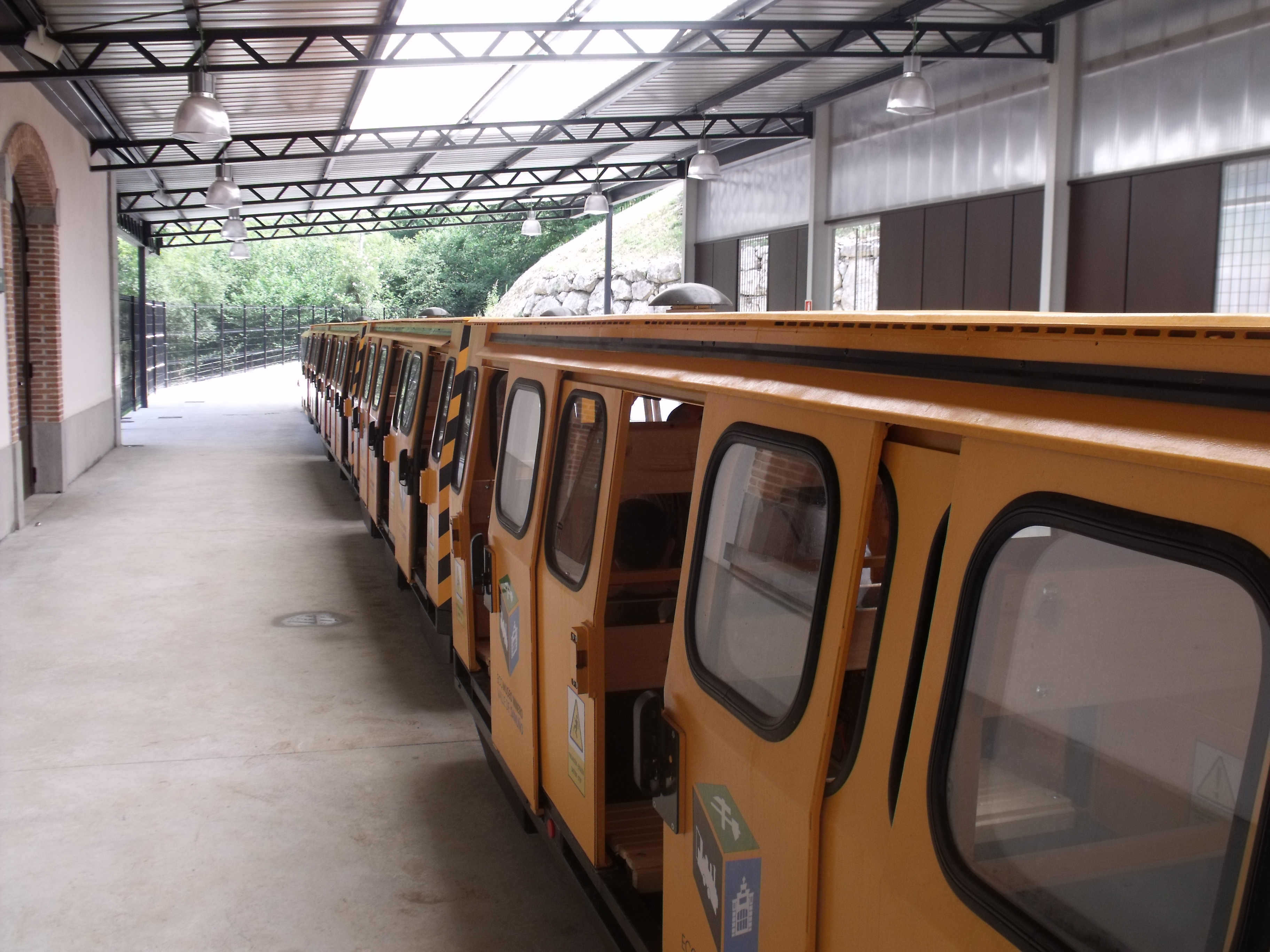
Ferrocarril en la estación de El Cadavíu